# Sinhurî, Jîtomîr
Sinhurî (în ucraineană Сінгури) este localitatea de reședință a comunei Sinhurî din raionul Jîtomîr, regiunea Jîtomîr, Ucraina.

## Demografie
Componența lingvistică a localității Sinhurî
     Ucraineană (96,89%)
     Rusă (2,94%)
     Alte limbi (0,06%)
Conform recensământului din 2001, majoritatea populației localității Sinhurî era vorbitoare de ucraineană (96,89%), existând în minoritate și vorbitori de rusă (2,94%).